# Nesophyllidium
Nesophyllidium is een geslacht van rechtvleugeligen uit de familie sabelsprinkhanen (Tettigoniidae). De wetenschappelijke naam van dit geslacht is voor het eerst geldig gepubliceerd in 1954 door Beier.

## Soorten
Het geslacht Nesophyllidium  is monotypisch en omvat slechts de volgende soort:
- Nesophyllidium fulvicosta (Caudell, 1915)